# Општина Босански Петровац
Општина Босански Петровац (Општина Петровац од 31. октобра 1992. до 15. септембра 1995.) је општина у Унско-санском кантону, Федерација БиХ, Босна и Херцеговина. Сједиште општине се налази у Босанском Петровцу.

## Насељена мјеста
Општина Босанско Петровац обухвата 35 насељена мјеста, од којих је само Босански Петровац градског карактера. Дијелови насеља Бравски Ваганац, Буковача, Бунара, Дринић, Кленовац и Подсрнетица су ушли у новоформирану општину Петровац у Републици Српској.
| - Бара - Бјелај - Бјелајски Ваганац - Босански Петровац - Бравски Ваганац - Брестовац - Буковача | - Бунара - Бусије - Ведро Поље - Вођеница - Врановина - Врточе - Добро Село | - Дринић - Јањила - Јасеновац - Капљух - Кленовац - Колонић - Крња Јела | - Крњеуша - Ластве - Медено Поље - Орашко Брдо - Оштрељ - Подсрнетица - Пркоси | - Рашиновац - Ревеник - Рисовац - Скакавац - Смољана - Суваја - Цимеше |

## Политичко уређење

### Општинска администрација
Начелник Општине представља и заступа Општину и врши извршну функцију у Босанском Петровцу. Избор начелника се врши у складу са изборним Законом БиХ. Општинску администрацију, поред начелника, чини и скупштина општине. Институционални центар Општине Босански Петровац је насеље Босански Петровац, гдје су смјештени сви општински органи.
Начелник Општине Босански Петровац је Махмут Јукић испред Странке демократске акције, који је на ту функцију ступио након локалних избора у Босни и Херцеговини 2024. године. Састав скупштине Општине Босански Петровац је приказан у табели.

## Становништво
На попису становништва 2013. године, општина Босански Петровац је имала 7.328 становника, следећег националног састава:
|                      | 2013.          | 1991.           | 1981.           | 1971.           |
| Укупно               | 7 328 (100,0%) | 15 621 (100,0%) | 16 374 (100,0%) | 18 597 (100,0%) |
| Срби                 | 3 996 (54,53%) | 11 694 (74,86%) | 11 129 (67,97%) | 14 941 (80,34%) |
| Бошњаци              | 3 179 (43,38%) | 3 288 (21,05%)1 | 2 893 (17,67%)1 | 3 315 (17,83%)1 |
| Муслимани            | 39 (0,532%)    | –               | –               | –               |
| Неизјашњени          | 30 (0,409%)    | –               | –               | –               |
| Хрвати               | 26 (0,355%)    | 48 (0,307%)     | 49 (0,299%)     | 76 (0,409%)     |
| Босанци              | 15 (0,205%)    | –               | –               | –               |
| Непознато            | 12 (0,164%)    | –               | –               | –               |
| Остали               | 11 (0,150%)    | 225 (1,440%)    | 89 (0,544%)     | 92 (0,495%)     |
| Православци          | 7 (0,096%)     | –               | –               | –               |
| Роми                 | 3 (0,041%)     | –               | –               | –               |
| Босанци и Херцеговци | 3 (0,041%)     | –               | –               | –               |
| Југословени          | 2 (0,027%)     | 366 (2,343%)    | 2 187 (13,36%)  | 154 (0,828%)    |
| Црногорци            | 1 (0,014%)     | –               | 13 (0,079%)     | 13 (0,070%)     |
| Македонци            | 1 (0,014%)     | –               | 8 (0,049%)      | 1 (0,005%)      |
| Словенци             | 1 (0,014%)     | –               | 6 (0,037%)      | 3 (0,016%)      |
| Албанци              | 1 (0,014%)     | –               | –               | 2 (0,011%)      |
| Турци                | 1 (0,014%)     | –               | –               | –               |

1. 1 На пописима од 1971. до 1991. Бошњаци су пописивани углавном као Муслимани.

- У претходнe пописe урачуната је и општина Петровац (Република Српска).

| \| Демографија \| Демографија \| Демографија \| \| Година \| Становника \| Становника \| \| ----------- \| ----------- \| ----------- \| \| 1953. \| 20.464 \| \| \| 1961. \| 19.954 \| \| \| 1971. \| 18.597 \| \| \| 1981. \| 16.374 \| \| \| 1991. \| 15.552 \| \| \| 2013. \| 7.328 \| \| |            |            |
| Демографија |            |            |
| Година | Становника | Становника |
| 1953. | 20.464     |            |
| 1961. | 19.954     |            |
| 1971. | 18.597     |            |
| 1981. | 16.374     |            |
| 1991. | 15.552     |            |
| 2013. | 7.328      |            |